# Sahîh
« Sahîh  » (arabe : صحيح / ṣaḥīḥ, prononcé : saħîħ ) est un adjectif masculin singulier signifiant « authentique », « vrai ». Il est employé comme substantif pour désigner les principaux recueils de hadiths considérés comme les plus sûrs de l'islam sunnite. 

## Caractéristiques
Le terme sahîh, qui signifie aussi sain et valide, se réfère à la qualité de la chaîne des narrateurs ayant transmis le hadith. Il n'indique pas la valeur authentique  du hadith. Les compilateurs des hadiths (al-Bukhari, Muslim, al-Tirmidhî, Ibn Dawûd, Tabarâni, etc.) ne travaillent pas sur le texte du hadith, mais uniquement sur les témoignages validant ou invalidant la qualité morale des transmetteurs qui doivent être dignes de confiance (thiqât). 
C'est au mujtahid, ou spécialiste du contenu, qu'il appartient de tirer la conclusion de la validité à accorder aux hadiths. Beaucoup de musulmans ordinaires pensent, à tort, que le qualificatif sahîh concerne les hadiths eux-mêmes, alors qu'il ne concerne que les transmetteurs. Mais il est vrai que lorsque les transmetteurs sont reconnus dignes de confiance, on a tendance à penser que ce qu'ils transmettent est également digne de confiance.
Ce problème ne se pose que pour les hadiths, et pas pour le Coran, car il y a eu unanimité sur l'authenticité de son texte, qui est la référence première des musulmans.

### Al-Sahîhayn
Les sahîh les plus connus sont  le Sahih al-Bukharî, recueil de 2 602 hadiths (9 082 avec les répétitions) et le Sahih Muslim. Les deux ouvrages sont souvent appelés al-Sahîhayn, c'est-à-dire « les deux Sahîh ».